# 서귀포 쌍계암 묘법연화경
서귀포 쌍계암 묘법연화경(西歸浦 雙溪菴 妙法蓮華經)은 대한민국 제주특별자치도 서귀포시 하원동, 쌍계암에 소장된 묘법연화경(妙法蓮華經) 목판본이다. 2012년 5월 23일 제주특별자치도의 유형문화재 제31호로 지정되었다.

## 참고 문헌
- 문화관광스포츠국 (2012년 5월 25일). “쌍계암 소장 묘법연화경 문화재 신규 지정” (HWP) (보도 자료). 제주특별자치도. 2012.5.23일자로 서귀포시 상효동 쌍계암 소장 묘법연화경 등 3건을 도지정 문화재로 신규 및 확대 지정․고시(제주특별자치도 고시 제2012- 58호)